# '68 (historieta)
'68 es una serie de historietas estadounidense de periodicidad mensual creada por el escritor Mark Kidwell y publicada por Image Comics sobre un apocalipsis zombi ambientado en 1968 durante la guerra de Vietnam y en el contexto del movimiento antibelicista por la paz. Las historias siguen a los supervivientes, tanto militares como civiles, en Vietnam y en Estados Unidos.
La serie se comercializa en forma de series limitadas para cada historia o en números únicos. El origen de la historieta se remonta a 2006, cuando se publicó la historieta titulada simplemente '68. La serie en curso comenzó en abril de 2011. La edición original de 2006 se volvió a publicar en octubre de ese año como edición bis.

## Historial de publicaciones

### '68
'68 es una miniserie de cuatro números que cubre el período del 13 y 14 de febrero de 1968, fecha en la que comienza el brote zombi en Vietnam y Estados Unidos. La historia sigue a una unidad de soldados estadounidenses que están sitiados en una base por las hordas de zombis.

### Scars
'68: Scars es una miniserie de cuatro números que cubre el período del 14 de febrero al 18 de febrero de 1968. La historia sigue la defensa del aeropuerto internacional de Tan Son Nhat en Saigón por parte de las tropas estadounidenses contra una fuerza combinada de soldados del Vietcong y zombis. También se incluye la historia de un grupo de soldados estadounidenses que intentan sobrevivir en el río Mekong y la historia de los padres de uno de los personajes principales que están atrapados en la ahora invadida ciudad de Nueva York.

### Jungle Jim
'68: Jungle Jim es una miniserie de cuatro números que cubre el período del 27 al 29 de marzo de 1968. La historia comenzó originalmente en la edición de número único Jungle Jim. Sigue a un marine de los Estados Unidos que está librando su guerra personal tanto contra el Vietcong como contra las hordas de zombis en las junglas al oeste de Da Nang, en la frontera con Laos. También intenta salvar a un grupo de misioneros y niños huérfanos que están retenidos por un grupo de rebeldes del Vietcong.

### Rules of War
'68: Rule of War es una miniserie de cuatro números publicada a principios de 2014.

### Homefront
'68: Homefront es una miniserie de cuatro números publicada a finales de 2014. Consiste en dos arcos narrativos no relacionados de dos números cada uno. El primero llamado «Peece and Love» y el segundo «Dodgers».

### Last Rites
'68: Last Rites es una miniserie de cuatro números que comenzó a publicarse en julio de 2015.

### Números únicos
Hasta ahora se han publicado seis números únicos: '68 (diciembre de 2006), '68: Hardship (noviembre de 2011), '68: Jungle Jim (diciembre de 2011) '68: Hallowed Ground (noviembre de 2013), '68: Bad Sign (2015 ) y '68: Jungle Jim: Guts 'N Glory (marzo de 2015).

## Ediciones recopilatorias
Las diversas series han sido recopiladas en las siguientes ediciones comerciales.
| N.º | Título                                      | Editorial    | Fecha de publicación  | Material recopilado                                           |
| --- | ------------------------------------------- | ------------ | --------------------- | ------------------------------------------------------------- |
| 1   | '68 Vol. 01 - Better Run Through The Jungle | Image Comics | 20 de marzo de 2012   | '68, núm. 1–4 y número único '68                              |
| 2   | '68 Vol. 02 - Scars                         | Image Comics | 9 de abril de 2013    | '68: Scars, núm. 1–4 y número único '68: Hardship             |
| 3   | '68 Vol. 03 - Jungle Jim                    | Image Comics | 29 de octubre de 2013 | '68: Jungle Jim, núm. 1–4 y número único '68: Jungle Jim      |
| 4   | '68 Vol. 04 - Rule Of War                   | Image Comics | 28 de enero de 2015   | 68: Rule Of War, núm. 1–4 y número único '68: Hallowed Ground |
| 5   | '68 Vol. 05 - Homefront                     | Image Comics | 26 de enero de 2016   | '68: Homefront, núm. 1–4 y número único '68: Bad Sign         |